# El principito (película de 1974)
El principito (1974) es una película angloestadounidense de drama musical, con letras de canciones y guion de Alan Jay Lerner y música de Frederick Loewe.
Fue dirigida y producida por el cineasta estadounidense Stanley Donen (1924-2019).
La película fue protagonizada por el niño británico Steven Warner, de ocho años, y otros miembros del reparto fueron Bob Fosse (quien coreografió su propia secuencia de baile), Gene Wilder, y Victor Spinetti. Las secuencias del desierto se rodaron en exteriores en Túnez.

## Trama
Basado en la clásica novela del mismo nombre (de 1943) escrita por el escritor y aviador francés Antoine de Saint-Exupéry (1900-1944). La obra —ambientada en los años cuarenta— cuenta la historia de un aviador (Richard Kiley) que se ve obligado a hacer un aterrizaje de emergencia en el desierto del Sáhara. Allí entabla amistad con un niño, el pequeño príncipe del asteroide B-612. En los días siguientes, el piloto se entera de sus diversos viajes por todo el sistema solar. A medida que viaja por el espacio, el Principito tiene varios extraños encuentros con adultos en diferentes planetoides, todas con una manera sesgada de ver la vida. Pero no es hasta que finalmente llega a la Tierra, que el Principito aprende las lecciones más importante de todas, principalmente del Zorro (Gene Wilder), y la Serpiente (Bob Fosse). El Principito comparte estas lecciones con el piloto, pero después se deja convencer por la Serpiente, que le dice que para poder escapar de la gravedad terrestre y volver a su asteroide, debe dejarse matar por ella.

## Elenco
- Steven Warner como el principito.
- Richard Kiley como el piloto.
- Bob Fosse como la serpiente.
- Gene Wilder como el zorro.
- Donna McKechnie como la rosa.
- Joss Ackland como el rey.
- Victor Spinetti como el historiador.
- Clive Revill como el hombre de negocios.
- Graham Crowden como el General.

Al actor Richard Burton (1925-1984) se le ofreció repetidamente el papel del piloto. Burton había tenido un gran éxito en Broadway con Camelot, también de Lerner y Lowe, pero había rechazado el papel de la película de Camelot (1967), como lo hizo El principito.

## Producción
La película fue rodada en Túnez.
En 1973, Lerner y Loewe grabaron la partitura en el Museo del Desierto de Palm Springs, con la voz de Lerner y Loewe en el piano. Incluye también «Matters of consequence» (‘asuntos de consecuencia’), que se quitó de la película. Es una de las pocas grabaciones existentes del dúo tocando juntos.
El diseño de producción estuvo a cargo de John Barry (que no se debe confundir con el compositor John Barry, quien más tarde compuso un musical como adaptación de El principito para Broadway, que finalmente tuvo poco éxito).

## Banda sonora de la película
La banda sonora de la película fue lanzada como disco larga duración por la discográfica ABC (que la Paramount Records había comprado recientemente). Está disponible en formato CD en el sello Decca Records (Decca es propiedad de Universal Music Group, sucesor de ABC Records).